# Теннессі-Ридж (Теннессі)
Теннессі-Ридж (англ. Tennessee Ridge) — місто (англ. town) в США, в округах Г'юстон і Стюарт штату Теннессі. Населення — 1332 особи (2020).

## Географія
Теннессі-Ридж розташоване за координатами 36°19′5″ пн. ш. 87°45′57″ зх. д. / 36.31806° пн. ш. 87.76583° зх. д. (36.318071, -87.765956).  За даними Бюро перепису населення США в 2010 році місто мало площу 9,61 км², з яких 9,60 км² — суходіл та 0,02 км² — водойми.

## Демографія
Згідно з переписом 2010 року, у місті мешкало 1368 осіб у 542 домогосподарствах у складі 381 родини. Густота населення становила 142 особи/км².  Було 602 помешкання (63/км²).
Расовий склад населення:
| - 98,2 % — білих - 0,1 % — корінних американців - 0,1 % — чорних або афроамериканців |

До двох чи більше рас належало 1,0 %. Частка іспаномовних становила 2,3 % від усіх жителів.
За віковим діапазоном населення розподілялося таким чином: 23,5 % — особи молодші 18 років, 57,6 % — особи у віці 18—64 років, 18,9 % — особи у віці 65 років та старші. Медіана віку мешканця становила 40,9 року. На 100 осіб жіночої статі у місті припадало 99,4 чоловіків;  на 100 жінок у віці від 18 років та старших — 91,6 чоловіків також старших 18 років.
Середній дохід на одне домашнє господарство  становив 48 508 доларів США (медіана — 39 811), а середній дохід на одну сім'ю — 55 719 доларів (медіана — 50 500). Медіана доходів становила 42 813 долари для чоловіків та 29 375 доларів для жінок. За межею бідності перебувало 16,0 % осіб, у тому числі 24,8 % дітей у віці до 18 років та 9,0 % осіб у віці 65 років та старших.
Цивільне працевлаштоване населення становило 511 осіб. Основні галузі зайнятості: освіта, охорона здоров'я та соціальна допомога — 22,9 %, виробництво — 20,7 %, будівництво — 11,0 %, роздрібна торгівля — 9,6 %.